# Gloria Estefan
Gloria María Milagrosa Fajardo García Estefan, coneguda com a Gloria Estefan (L'Havana, Cuba, 1 de setembre de 1957) és una cantant, compositora i actriu cubana. Ha venut més de 100 milions de discs a nivell mundial.

## Vida primerenca
Gloria María Fajardo García és filla de Gloria Garcia (1930-2017) i José Fajardo(1933-1980), i neta de Leonardo García de La Pola Siero, Astúries i la seva dona Consuelo Pérez de Logronyo, Espanya. Va néixer a Cuba l'1 de setembre de 1957.
Amb prou feines comptava 16 mesos d'edat quan la seva família, per raons polítiques, va abandonar l'illa i va anar a viure a Miami, ja que el seu pare, en aquell temps, era guardaespatlles de l'esposa del president Fulgencio Batista.
Després d'uns anys a Miami, la família es va traslladar a l'estat nord-americà de Texas, on el pare de Glòria havia estat destinat per l'exèrcit dels Estats Units, en el qual havia ingressat en arribar al país.
Glòria va conrear des de molt petita el seu amor a la música, en la qual va trobar una aliada especial durant la seva infantesa. Tancada a la seva habitació, per tal d'escapar de la dura realitat que l'envoltava, es feia ressò dels èxits del moment, tocant-los amb la seva guitarra.
A 9 anys, va sofrir abús sexual per part del professor de música de l'escola on estudiava. Quan ho va contar a la mare i ella l'anava a denunciar, l'agressor va convèncer-la de desistir-ne per tal d'evitar a Estefan el tràngol d'haver de declarar.

## Carrera

### L'etapa amb Miami Sound Machine
Amb el pas dels anys i amb la idea d'organitzar un grup musical, va conèixer Emilio Estefan; amb ell tornaria a coincidir setmanes després de l'esmentat grup. Després de diversos concerts, el nom del grup va canviar pel de "Miami Sound Machine".
El 1977, el grup va llançar el seu primer àlbum titulat Renacer/Live Again, amb el qual van aconseguir el seu primer èxit, titulat Renacer. Va figurar durant 16 setmanes al n. 1 de les principals cançons llatines (Top Latin) de la publicació Billboard dels Estats Units. Malgrat no ser internacionals en aquell moment, la seva música sonava al Perú i Xile.
Gloria i Emilio es van casar el 1978, i ella va adoptar, segons la llei dels Estats Units, el cognom del seu espòs. El 1980 va néixer el primer fill de la parella, Nayib Estefan. Aquell mateix any, va morir el pare de Gloria.
Després del seu primer àlbum, Renacer, van començar a publicar els seus primers treballs el 1978 "Miami Sound Machine", el 1979 "Imported", i el 1980, "MSM", titulat com el disc llançat el 1978, "Miami Sound Machine". Del disc "MSM" va sortir la cançó "Regresa a mí" en vídeo. En aquests discs es barrejaven sons llatins amb lletres en castellà i en anglès. El 1981 la discogràfica transnacional CBS (avui anomenada SonyBNG) els va oferir un contracte amb el qual es van donar a conèixer per tota Llatinoamèrica i van publicar diversos discs més amb l'agrupació Miami Sound Machine.
El 1981 van publicar "Otra vez", el 1982 "Rio" i el 1983 "A toda màquina". Cançons com "No será fácil", "Vuelve a mí", "Otra vez", "Me enamoré otra vez", "Dinguili Bangui", "A toda máquina", "Yo quiero bailar" van ser èxits d'ella abans que "Dr. Beat" a Llatinoamèrica.
El 1984 va sortir el disc Eyes Of Innocence, del qual es va extreure el tema Dr. Beat que va ser un èxit a nivell mundial, amb la qual cosa, de pas, es va guanyar el mercat dels Països Baixos. El disc va arribar a la posició 20 dels àlbums més venuts en aquest país, amb prop d'un milió de còpies.
El 1985 va publicar Primitive Love d'on va sortir els temes Conga i Bad Boy, entre d'altres. L'àlbum va ser tan reeixit com l'anterior, ja que es van vendre aproximadament 5 milions de còpies. Gràcies a aquest àlbum, Gloria va guanyar dos premis American Music el 1986 el disc va arribar a ser el número 1 en vendes dels discos llatins als Estats Units i 21 en la llista oficial, un lloc on va romandre molt de temps fins que la van certificar amb un triple disc de platí en aquest país.
El 1987 va publicar Let It Loose, el qual va ser número 1 a dos països i va obtenir el lloc 101 entre els millors discs de la història realitzats per una artista femenina. Els senzills 1-2-3 i Rhythm is gonna get you van liderar el primer lloc al llistat Us Hot Latin Tracks i el senzill Anything for you va arribar a la posició número 1 al llistat Hot 100 de la publicació Billboard, amb la qual cosa es va convertir en una de les millors cançons romàntiques a nivell mundial. El disc va vendre 7 milions de còpies a tot el món.

### Solista

#### Cuts Both Ways
El 1989 Gloria va iniciar la seva carrera com a solista traient el seu primer disc Cuts Both Ways. És el disc més venut en la seva carrera, amb un total de 15 milions de còpies. Va arribar ser número 1 a molts països del món. El primer senzill Don't Wanna Lose You va obtenir també una gran popularitat arribant a ocupar la posició Núm. 1 en el Billboard Hot 100 durant 2 setmanes. Altres senzills com "Cuts Both Ways", "Get On Your Feet" i "Oye mi canto" van ocupar els primers llocs en el Billboard Adult Contemporary. També el 1989 va iniciar el "Get On Your Feet World Tour" visitant el Canadà, el Japó i el Regne Unit. Es va planejar també incloure a la gira als Estats Units i Austràlia però el 1990, a Pennsylvania, va tenir un accident quan un tractor es va estavellar contra el bus en què viatjava. L'accident va estar a punt de costar-li la vida i li va suposar greus lesions a l'esquena de les quals es va recuperar lentament.
Mentrestant, la seva discogràfica va preparar una compilació titulada Éxitos de Gloria Estefan que va incloure temes en castellà, anglès i portuguès (Sou Tuda Pra Você, versió en aquest idioma del seu tema Here We Are) que ja havien estat popularitzats per l'artista abans i després de convertir-se en solista. Aquesta compilació potser va ser planificada davant del risc que Gloria Estefan no pogués tornar a actuar a causa de la seva impossibilitat per caminar a causa de l'accident que va patir.

#### Tornada al món de la música
Després d'una lenta recuperació, Gloria va tornar a la seva carrera com a solista llançant el seu segon disc Into The Light. El senzill Comming out of the dark (titulat en castellà Desde la oscuridad) va arribar a la posició Núm.1 en el Billboard Hot 100, i va aconseguir el seu segon núm. 1 als Estats Units. Els senzills "Can't forget you" i "Live for loving you" van ocupar el segon lloc el Billboard Adult Contemporany. El 1991 inicia l'"Into The Light World Tour" visitant llocs com ara als Estats Units, Regne Unit, Japó, Països Baixos, Espanya, Alemanya, Austràlia, Tailàndia, Malàisia, Filipines i Amèrica Llatina. En total va visitar 29 països amb més de 100 concerts als quals van assistir més de 10 milions de persones. El disc de la gira va vendre 3,8 milions de còpies.

#### 1993-1996
El 1993 Glòria va treure el seu primer disc en castellà titulat la Mi tierra en el qual va reunir els estils musicals llatins i cubans; va ser n. 1 a España i entre els discs llatins més venuts als Estats Units. A més, es va convertir en el primer disc en castellà que arribava a ubicar-se en una bona posició als Estats Units. Els senzills "Mi tierra", "Con los años que me quedan" i "Mi buen amor" van arribar a la posició núm. 1 en el Billboard Hot Latin Tracks. Gloria va aconseguir un Grammy pel senzill Mi tierra del qual es van vendre 8 milions arreu del món. A Espanya, Mi tierra ha estat el disc més venut en tota la seva història musical. De 1993 data també "Christmas Through Your Eyes", produït per Phil Ramone, que és el seu únic disc nadalenc.
El 1994 torna als temes en anglès amb l'àlbum Hold me, thrill me, kiss me. El disc consta de les cançons favorites de Gloria dels anys 70. "Turn the beat around" i "Everlasting love" van ocupar la posició núm. 1 en el Billboard Hot Dance Music. També aquell mateix any Glòria tingué la seva segona filla, Emily.
El 1995 va publicar Abriendo puertas, el seu segon àlbum en castellà. El propòsit d'aquest àlbum, segons Gloria, és mostrar les tradicions i les celebracions llatines i també una celebració a la vida. El senzill "Abriendo puertas" va ser n.1 a Espanya, en discos i senzill, en el Billboard Hot Latin Tracks i al Billboard Hot Dance Singles i "Tres deseos" va ser n. 1 en el Billboard Hot Dance Singles. Gloria va obtenir el seu segon Grammy per aquest disc.
El 1996 es va llançar Destiny. El tema Reach va ocupar la posició núm. 2 en el Billboard Hot Dance Singles i va ser nominat a un premi Grammy com a "Millor cançó pop interpretada per veu femenina". El tema va ser versionat en castellà amb el títol de Puedes llegar. En aquest tema, Gloria va rebre la col·laboració de diversos artistes, com ara Ricky Martin, José Luis Rodríguez "El Puma", Plácido Domingo, Carlos Vives, Patrícia Sosa, Jon Secada, Julio Iglesias, Roberto Carlos i Alejandro Fernández. Aquesta cançó va ser tema oficial de les Olimpíades d'aquell any, celebrades a la ciutat nord-americana d'Atlanta. Un altre tema reeixit, extret d'aquest àlbum,Steal Your Heart, va ser versionat al castellà amb el nom de No pretendo.
Aquell mateix any va iniciar la gira "The Evolution World Tour", on va visitar Estats Units, Regne Unit, Alemanya, França, Espanya, Itàlia, Països Baixos, Japó, Austràlia i Sud-àfrica.

#### Tornada al disc: Gloria!
El 1998 Glòria va publicar un dels seus discs més excel·lents de tota la seva carrera: Glòria! Les cançons "Cuba Libre", "Oye! " i "Don't Stop" van ser nominades a Grammys com a "Millor cançó", "Millor vídeo" i "Millor Interpretació". "Heaven's what I feel" va arribar a la posició núm. 10 al Billboard Adult Contemporary i Núm. 27 en el Billboard Hot 100. "Oye" va ocupar la posició núm. 1 en el Billboard Hot Dance Singles. Glòria! va ser catalogat com un dels millors discs publicats en tota la història de la música; en ell s'hi barregen els estils disco i pop. Gloria va guanyar un "American Music Award" per aquest disc. El disc va vendre 2,2 milions de còpies a tot el món i va ser num.1 a Espanya.

#### Alma Caribeña
Estefan va treure en el 2000 el seu novè disc com a solista Alma Caribeña. Gloria va guanyar gràcies a la cançó "No me dejes de querer" un Grammy llatí per "Millor Vídeo Musical" a més la cançó va arribar a la posició 77 de la llista Hot 100. L'àlbum va arribar a la primera posició en vendes a Espanya, els Estats Units i Llatinoamèrica. També va guanyar gràcies a aquest disc un premi "American Music Awards, Award of Merit" i un Grammy anglosaxó. En aquest disc Gloria va realitzar duets amb altres cantants, com ara Celia Cruz i José Feliciano. Va vendre 2,5 milions de còpies a nivell mundial i 500.000 tan sols als Estats Units.

### Unwrapped
El 2003 va llançar "Unwrapped", suposadament l'últim disc de la cantant que es retirava dels escenaris. El disc va arribar a la posició 39 del Billboard. Els senzills, compostos pel cantautor peruà Gian Marco; "Hoy" i "Tu fotografia" van ocupar la primera posició en el Billboard Hot Latin chart. La versió en anglès d'"Hoy", "Wrapped", va ocupar el lloc núm.37 en el Billboard Adult Contemporany. La cançó també va ser nomenada al Grammy "Millor Vídeo"; el vídeo de "Wrapped" es va realitzar a Machu Picchu i Chincheros a Cusco, Perú. El senzill "Tu fotografía" va arribar a la posició Núm.1 en el Billboard Hot Latin Chart i la versió en anglès d'aquesta, "Your Picture", va arribar al Núm. 20 del Billboard Top 100.
Estefan va realitzar la seva última gira de comiat titulada " Live & Rewrapped Tour" als Estats Units. La gira va finalitzar a Miami en el 2004.

#### 90 millas
L'últim disc llançat el 2007 és "90 millas" el qual està completament en espanyol. El títol al·ludeix a la distància entre Miami i Cuba: 90 milles. Previ al llançament de l'àlbum, va sortir al mercat el primer senzill anomenat "No Llores". La cançó es va posicionar molt bé als Estats Units. En el Billboard està en 3 categories dels llatins, en els Hot Latin Song va arribar a la posició 1 en dues setmanes, per bé que no consecutives. El disc va sortir publicat el 18 de setembre de 2007 a nivell mundial, i es va convertir en el primer àlbum en castellà que va arribar al número 1 als Països Baixos. Als Estats Units va tornar a ser un èxit, com l'anterior àlbum "Mi tierra", ja que el disc va debutar com a número 1 dels àlbums llatins i es va ubicar en el númpero 25 (va vendre 25.000 unitats en la seva primera setmana) dels 200 àlbums més venuts (dues posicions abans de "Mi tierra"). D'altra banda, a Espanya va debutar en el número 3 i va esdevenir disc d'or. A més a més, va viatjar a aquest país per promocionar l'àlbum. Aquest disc, en el qual Estefan va treballar amb artistes llatins com José Feliciano, Luis Enrique, La India, Carlos Santana, Andy García i Generoso Jiménez va aconseguir assolir una bona acceptació mundial.
En el 2009 tornà amb una gira de comiat, i a mitjans d'aquell any va col·laborar en el nou projecte discogràfic de la mexicana Thalia.

## Discografia

### Àlbums d'estudi
- 1989: Cuts Bot Ways
- 1991: Into the Light
- 1993: Mi tierra
- 1994: Hold me, Thrill me, Kiss me
- 1995: Abriendo puertas
- 1996: Destiny
- 1998: Gloria!
- 2000: Alma caribeña
- 2003: Unwrapped
- 2007: 90 millas
- 2012: Nou disc

### Recopilacions
- 1990: Éxitos de Gloria Estefan
- 1993: Gloria Estefan Greatest Hits
- 1997: Best of Gloria Estefan
- 2001: Gloria Estefan Greatest Hits vol. 2
- 2004: Amor y Suerte: Éxitos Romanticos
- 2006: Oye mi canto: Grandes éxitos
- 2006: The Very Best of Gloria Estefan
- 2006: The Essential Gloria Estefan
- 2009: Playlist: The Very Best of Gloria Estefan
- 2010: Mis Favoritas
- 2010: The Essential Gloria Estefan 3.0
- 2011: The Love Songs

### Veu en off
- 2009: Interpreta Juárez en espanyol, una integrant de G-Force, de Walt Disney Pictures.

## Premis
- Premi Lo Nuestro
  - Millor Grup/pop balada. 1989
  - Premi a l'excel·lència. 1992
  - Millor artista femenina pop. 1994
  - Millor àlbum tropical: Mi tierra. 1994
  - Artista femenina tropical. 1994
  - Artista femenina pop. 1996
  - Artista femenina tropical. 1996
  - Cançó tropical: Abriendo puertas. 1996
- Premi Grammy
  - Millor àlbum tradicional tropical: Mi tierra. 1994
  - Millor àlbum tradicional tropical: Abriendo puertas. 1997
  - Millor àlbum tradicional tropical: Alma caribeña. 2001
- Grammy Llatí
  - Millor vídeo tropical: No me dejes de querer. 2000
  - Millor àlbum tropical: 90 millas. 2008
  - Millor cançó trópical: Píntame de colores. 2008
  - Persona de l'Any:2008
- Orgullosamente Latino
  - Trajectòria llatina. 2005
- Billboard
  - Àlbum tropical de l'any femení: Alma Caribeña. 2001
  - Tema Latin Pop Airplay de l'any, Femení: Avui. 2004
- Cadena DIAL
- Té una estrella al Passeig de la Fama de Hollywood.
- Premi Ondas
  - Millor artista llatí 1995[6]
  - A la seva trajectòria 2013[7]